# Bloedbad van Dos Erres
Het Bloedbad van Dos Erres was een bloedbad in het dorp Dos Erres, in het departement El Petén in Guatemala op 6 december 1982. 226 personen, waarvan het merendeel Maya's werden mishandeld en vermoord door het Guatemalteekse leger en speciale eenheden. Voor het bloedbad zijn pas in 2011 enkele militairen veroordeeld.
De moordpartij vond plaats tijdens de genocide op de Mayabevolking en de Guatemalteekse Burgeroorlog, waarbij linkse guerrillagroepen en de overheid elkaar bestreden. Na zijn staatsgreep in maart 1982 begon de dictator Efraín Ríos Montt met een militaire campagne die er grotendeels in slaagde de opstandelingen te verslaan, en gepaard ging met enorme wreedheden. Het bloedbad van Dos Erres was een onderdeel van de tactiek van de verschroeide aarde van de Guatemalteekse regering.
In oktober 1982 was een konvooi van het Guatemalteekse leger in de buurt van Dos Erres in een hinderlaag gelokt door guerrillero's waarbij 21 militairen om het leven kwamen. In december 1982 stuurde het leger een contingent kaibiles naar Dos Erres, om zich voor te doen als guerrilero's en dorpsbewoners te terroriseren. Op 6 december arriveerden zij in Dos Erres. Ze dreven de mannen van het dorp samen in het schoolgebouw en de vrouwen en kinderen in twee kerken. Na een inspectie in het dorp bleek dat er geen wapens of guerrillapropaganda verborgen waren. De militairen vroegen per radio aan hun superieuren wat nu te doen en kregen de opdracht het dorp te 'vaccineren'.
In het begin van de avond begon het bloedbad. De militairen zonderden eerst de kinderen af en doodden hen. Zij vermoordden de kleine kinderen door hun hoofden stuk te slaan tegen rotsen of bomen en de ouderen met hamerslagen. De lichamen werden in een waterput gegooid. Vervolgens ondervroegen zij een voor een de volwassen inwoners van het dorp, en schoten of sloegen hen na afloop dood. Meisjes en vrouwen werden verkracht voor zij vermoord weren en bij zwangere vrouwen werden de foetussen uit de baarmoeders gerukt. Alle lichamen werden in de waterput gegooid en de slachtpartij ging door tot 7 december. Toen de militairen zich de volgende dag gereed maakten het dorp te verlaten arriveerde een groep van vijftien personen waaronder kinderen in het dorp. Zij werden naar een plaats buiten het dorp gebracht en daar doodgeschoten. Twee meisjes werden enkele dagen gevangengehouden en herhaaldelijk verkracht, waarna ze gewurgd werden.
In 2000 erkende president Alfonso Portillo de verantwoordelijkheid van de regering voor de moord op 226 personen. Hij bood overlevers US$ 1,82 miljoen aan en vroeg om vergiffenis. Pas elf jaar later, in 2011, werden vier militairen uit de lagere rangen veroordeeld tot vele malen levenslange gevangenisstraf.